# 罗真人
罗真人，小說《水滸傳》中的人物，簡版原名羅澄，百二十回版皆稱羅真人。全書法力最強的道士，“入云龙”公孙胜的师父，在九宫县二仙山上的道觀修真，有神通、會各式術法，能精確卜人天命時運，當地百姓奉羅真人為活神仙。
田虎麾下第一法師喬道清早年曾上二仙山求拜羅真人為師，羅真人閉門不見，遣童僕告訴喬道清說：「汝心浮氣躁，醉心槍棒武藝等外功，尚無法靜心修習道法內功，待汝『遇德魔降』後，再來見吾。」
公孙胜从梁山回乡探母之后便留在二仙山服侍罗真人。宋江攻打高唐州时为高廉妖法所败，只好派戴宗和李逵请公孙胜下山相助，公孫勝對李戴二人推說師傅不讓下山，李逵發怒趁夜摸黑砍下羅真人腦袋並殺死侍童，隔天發現羅真人完好如初坐在正殿嚇的屁滾尿流，羅真人施法喚出黃巾力士將李逵帶往蘇州，蘇州知府看李逵從天而降以為是妖人而將其拷打下獄，經戴宗苦苦哀求才又施法讓黃巾力士帶李逵回來。
羅真人本不欲公孫勝淌梁山的渾水，掐指一算後發現公孫勝為天閑星轉世，阻其下山有違天意，便放公孙胜前去解救宋江，并傳授公孙胜「五雷天罡正法」來對付實力與公孫勝不相上下的高廉；在公孫勝臨走前賜他八字箴言，大意為要他助梁山適可而止勿隨眾人同進退，不然未來將沙場戰死或官場冤死。
征討田虎時，宋江軍以公孫勝的法術打敗喬道清，並將其圍困於昭德，公孫勝遣喬道清的同鄉好友孫安帶話勸降，謂其：「敗給公孫勝是『魔降』，身處昭德是『遇德』。」喬道清醒悟投降宋江，助宋江討伐完王慶後，由於曾同為田虎麾下的摯友孫安因病暴斃，傷心欲絕的喬道清就與馬靈一同辭別宋江投奔羅真人門下。
梁山大軍在征討方臘前駐軍汴水畔，公孫勝憶起八字箴言中的「遇汴而還」使其不辭而別，飄然回到羅真人身邊侍母修行、安養天年。
梁山軍討伐完方臘後分封存活好漢任官，朱武與樊瑞有感朝廷奸臣當道且個性不喜做官，遂一起辭官投奔羅真人門下。